# 澤生咽無齒脂鯉
澤生咽無齒脂鯉，為輻鰭魚綱脂鯉目脂鯉亞目上口脂鯉科的一個種，分布於南美洲巴西Guapore河流域，體長可達24.9公分，棲息在植被生長茂密的水域，成對出現，生活習性不明。